# Jacques Ginoulhiac

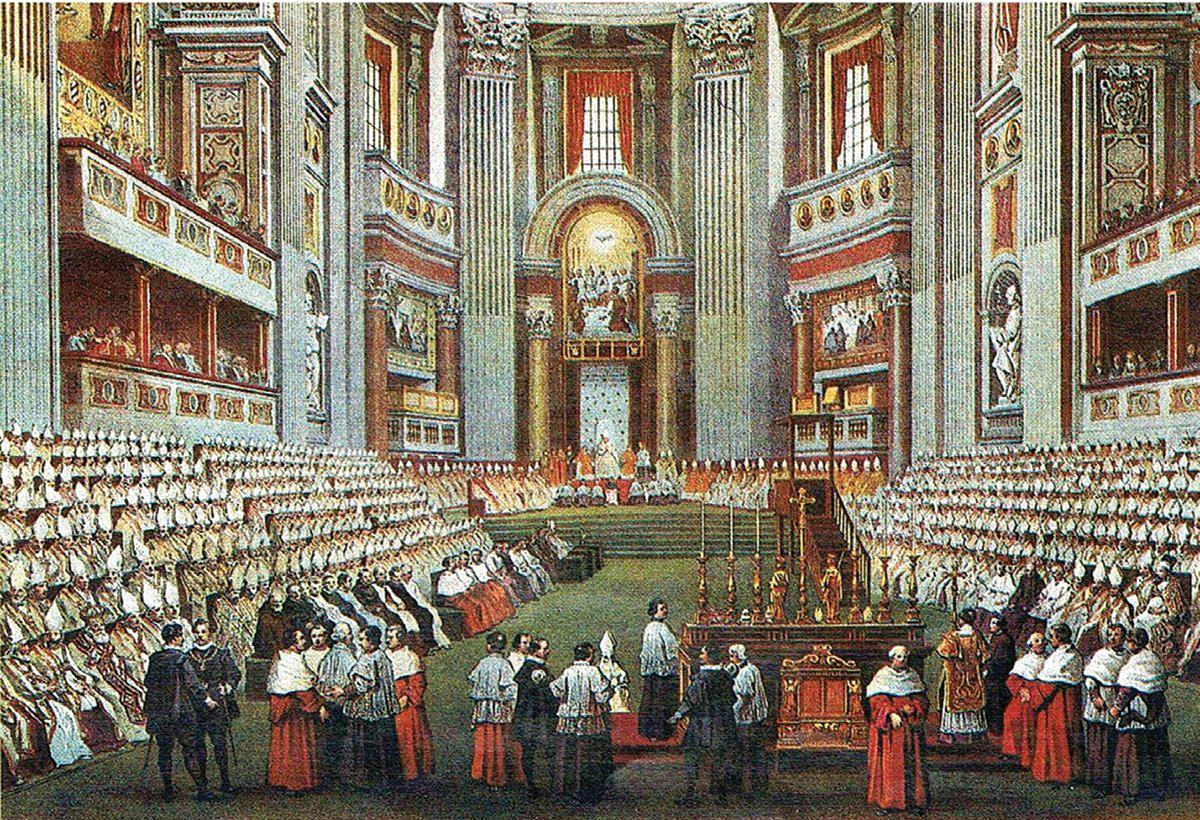
Eerste Vaticaans Concilie (19e eeuw)

Jacques-Marie-Achille Ginoulhiac (Montpellier, 3 december 1806 – Montpellier, 17 november 1875) was bisschop van Grenoble (1852-1870) en aartsbisschop van Lyon (1870-1875), formeel aartsbisschop van Lyon en Vienne. In deze laatste functie was hij primaat van Gallië. Als theoloog interesseerde hij zich in dogma’s en concilies.

## Levensloop
Na zijn priesterwijding in 1830 werd hij docent aan het priesterseminarie van Montpellier, zijn geboortestad. Van 1839 tot 1852 was hij vicaris-generaal van het bisdom Aix-en-Provence. In 1853 volgde de bisschopswijding waarbij hij de bisschopszetel van Grenoble innam. Een jaar later kreeg hij de eretitel van bisschop-assistent bij de pauselijke troon. 
Tijdens het Eerste Vaticaans Concilie ageerde Ginoulhiac tegen de afkondiging van het dogma van de pauselijke onfeilbaarheid. Hij was in de minderheid. Het dogma werd toch afgekondigd en hij legde er zich bij neer. Nog tijdens het concilie riep keizer Napoleon III hem naar Lyon; Ginoulhiac werd aartsbisschop van Lyon. Samen met gelovigen bad Ginoulhiac om een Pruisische invasie van Lyon af te wenden (1870). De Duitsers vielen Lyon niet binnen. Ginoulhiac ijverde ervoor om, als dank, de grote basiliek Notre-Dame de Fourvière te bouwen. Hij legde de eerste steen in 1872.
Aartsbisschop Ginoulhiac werd nooit kardinaal. Hij stierf in 1875 en kreeg een graftombe in de kathedraal van Lyon.

## Werken
Enkele van zijn publicaties zijn:
- Histoire du dogme catholique pendant les trois premiers siècles de l’Eglise et jusqu’au concile de Nicée (1852). Hier verzette hij zich tegen het idee dat dogma’s het gevolg zijn van een historische samenloop van rationeel te verklaren omstandigheden.[3]
- Lettre à un vicaire-général sur la Vie de Jésus par M Renan (1863)
- Les épîtres pastorales, ou réflexions dogmatiques et morales sur les epitres de Saint Paul à Timothée et à Tite (1866)
- Le concile œcuménique (1869). Dit werk gaf aan dat hij actief meewerkte aan de voorbereiding van het Eerste Vaticaans Concilie.
- Le sermon sur la montagne (1872) over de Bergrede.
- Les origines du christianisme, volumes 1 en 2 (1878). Dit werk is postuum uitgebracht.

- Bibliothèque nationale de France: cb10739623g (data)
- Gemeinsame Normdatei: 137293445
- International Standard Name Identifier: 0000 0001 1938 4671
- Base Léonore: LH//1141/64
- Nederlandse Thesaurus van Auteursnamen: 09968893X
- Système universitaire de documentation: 120615606
- Virtual International Authority File: 103646125
- WorldCat: E39PBJk4GXKY4KFW6XPCDgkVYP